# Kecamatan Bonggo
Kecamatan Bonggo är ett distrikt i Indonesien.   Det ligger i provinsen Papua, i den östra delen av landet, 3 700 km öster om huvudstaden Jakarta.